# 程發軔
程發軔（1894年4月4日—1975年5月1日），字旨雲，湖北大冶東鄉人，著名經學家。

## 生平
程發軔生於清光緒二十年（1894年），六歲隨兄入私塾。1905年入東鄉第七初級小學，受新制教育。1909年考入縣立高等小學，名列榜首。1912年考入私立武昌中華大學，翌年轉入國立武昌高等師範學校國文部，後併入史地部就讀；地理學家姚明輝時任部主任，程發軔盡得所傳。1917年武昌高師畢業，先後任教於江蘇省立第六中學、南京女中、杭州安定中學、杭州高中；其間曾至南京聽歐陽竟無講唯識論，又於杭州與馬一浮時相過訪。1933年出任湖北省立第八中學校長，1937年調長湖北省立武昌女子師範學院；後抗戰興起，學校撤退，旋即改任建始師範學校校長。1939年任湖北省地方行政幹部訓練團教務處處長，繼則任湖北省政府鄂北行署政務處處長、漢口市政府秘書長兼財政局局長；後漢口市政府改組，復返教職，專任湖北師範學院教授。1949年應臺灣省立師範學院院長劉真之聘，任國文學系教授兼總務主任，後師範學院改制為臺灣師範大學，又獲臺師大禮聘為國文系主任及夜間部主任。1975年卒於臺北市，享年82歲；1990年歸葬武漢石門峰名人文化公園。
程發軔長於《左傳》及中國古曆推算、地理沿革，其指導學生劉正浩（1927-2019）、周何（1932-2003）、宋鼎宗（1942-）等人為日後《春秋》學名家。

## 九二八教師節的由來
1950年8月27日，臺灣省立師範學院院長劉真邀約全院教職員慶祝孔子誕辰，程發軔於座談會中提議：孔子生於周靈王庚戌歲（公元前551年），周正十月二十七日，換算為夏正（即農曆）八月二十七日，於是以往在夏正八月二十七日紀念孔誕。但1934年突然改為國曆8月27日為孔誕，1939年、1943年又定孔誕為教師節。當初將夏曆改為國曆，有欠準確；而國曆八月正值暑假，師生難以聚合。於是擬建議中央，按照夏正推算國曆，考訂孔誕，一來符合曆法，二來便於師生聚會慶祝。案經全體贊同，由院方呈請臺灣省政府教育廳、教育部、中國國民黨中央委員會核辦。
中國國民黨祕書長張其昀接到建議後，於1951年6月12日邀請有關單位及天文曆算專家高平子、甲骨文專家董作賓及程發軔，共同商討。高平子建議仍用夏正；但政府以國曆為準，只有孔誕採夏正，有所不便，於是此說未經出席人員贊同，擱置不論。董作賓據《公羊傳》、《穀梁傳》，推算孔誕為國曆10月3日。程發軔據《世本》、《史記》，推算孔誕國曆為9月28日。三人說法不同，當日未有定論。
1952年6月10日，教育部部長程天放再度邀約上屆出席人員，再行商討。高平子認為，《穀梁傳》有錯簡（竹簡的次序前後錯亂），使董作賓之推算不免發生誤差。而程發軔依《孔氏族譜》以夏正八月二十七日為孔子誕辰，又用《時憲曆》推算魯襄公二十二年（公元前551年）秋分後五日之庚子為孔子誕辰。用節氣推算國曆，既準確，又簡捷。最後在全體出席人員一致認同下，遂決定孔子誕辰由夏正八月二十七日換算國曆為9月28日，由教育部、內政部會呈行政院，經行政院第二五二次會議通過，呈請總統蔣中正於1952年8月18日明令公布施行。

## 身後及評價
- 沈剛伯稱程發軔之《春秋左氏傳地名圖考》、《中俄國界圖考》為必傳之書。又稱程發軔博學，能以訓詁之學釋經、以考證之法治史，而更以主敬立誠之修養實踐程朱之教，可說是學承漢儒、行法宋賢，經師人師一身兼之。[4]

- 潘重規推崇程發軔立德立言，是不朽的人物。他的等身著作中，如《中俄國界圖考》之類，功在國家，都是不朽之盛業。他的德業言行，應有國史為他表揚。昭示中華民族文化標誌的孔子誕辰，就是根據他推算曆法而確定。年年教師節，海內外的中華兒女紀念慶祝至聖先師時，他的心靈便會和每一個中華兒女的心靈同在。[4]

- 2011年，經臺師大「師大大師遴選委員會」審議，遴選通過，程發軔與黃君璧、溥心畬、梁實秋等同為受人尊崇的「師大大師」。[4]

- 為紀念程發軔對臺師大的貢獻，臺師大自2013年9月2日舉辦「師大大師程發軔教授暨教師節特展」，展出程發軔生平事蹟、公文檔案，並推出文創商品筆記本與孔子書袋。[5]

## 著作
- 《春秋左氏傳地名圖考》（廣文書局，1967年）
- 《國學概論》［三冊］（國立編譯館，1968－1972年）
- 《中俄國界圖考》（蒙藏委員會《邊疆叢書》，1969年）
- 《春秋要領》（蘭臺書局，1976年；東大圖書公司，1989年）
- 《春秋人譜》（臺灣商務印書館，1990年）
- 《戰國策地名考釋》（國立編譯館，2000年）
- 《歷代行政區劃》（國立編譯館）
- 《儒家思想研究論集》［二冊］（國立編譯館）
- 《六十年來的國學》［三冊］（國立編譯館）
- 《孔子教育學說》（復興書局）
- 《兩晉篇》（中華文化出版事業委員會）
- 《大冶程旨雲先生八十自述》（國立臺灣師範大學）
- 《春秋曆說》［二冊］（2000年已由家屬授權臺灣學生書局，至今仍未出版）
- 《蔡邕》（未出版）[6][7]

## 榮譽
- 《春秋左氏傳地名圖考》獲教育部文學類著作獎（1969年）
- 《中俄國界圖考》獲中山文化學術獎（1971年）